# Bora (vind)
 For alternative betydninger, se Bora. (Se også artikler, som begynder med Bora)
Bora er en katabatisk vind i Adriaterhavet, Grækenland, Rusland og Tyrkiet, der kommer fra fra nord og nordøst. Navnet kommer af figuren Boreas fra græsk mytologi, som betyder Nordenvinden.
Boravinden opstår ofte i Kroatien og langs resten af østkysten af Adriaterhavet, og kommer ofte i form af vindstød. Boraen forekommer normalt om vinteren, og er kraftigst når der er et højtryk over de snedækkede dinariske alper på grænsen mellem Kroatien og Bosnien-Hercegovina og et lavtryk over Adriaterhavet. Når luften bliver koldere og tungere om natten bliver boravinden kraftigere. Endvidere deler man vinden ind i to forskellige typer, «klarvejrsbora» eller «mørk bora» (når det er overskyet).
Området som oftest får de kraftigste boravinde er Velebitbjergene i Kroatien. Denne bjergkæde som går langs kysten fungerer som et vejrskel mellem et kontinentalt klima i de indre områder og Adriaterhavskysten som har middelhavsklima. For uerfarne sejlere kan boravinden være farlig i dette område, da vinden kan starte brat om natten efter en klar og rolig dag. Vindstyrken kan komme op på over 100 m/s, hvilket er nok til at folk mister fodfæstet eller at køretøjer bliver væltet. På grund af boravinden er nogle øer i Kroatien blæst tørre og bare. Dette er specielt synligt på øen Pag under Velebitbjergene.
Vinden udgør også en stor del af klimaet på Karstplateauet i Slovenien og i Trieste i Italien. Bygninger i dette område er ofte solide, og byerne har ofte smalle gader på grund af vinden. Kraftig boravind findes også i Novorossijsk i Rusland, hvor vinden kan komme op på 60 m/s.